# Васильев, Павел Степанович (нефтяник)
Павел Степанович Васильев (4 ноября 1906 — 30 марта 1991) — советский нефтяник, лауреат Ленинской премии.
Родился 23 октября (4 ноября)[уточнить] 1906 года в Екатеринодаре в семье служащих.
В 1927 году окончил индустриальный техникум в Пятигорске, в 1932 году без отрыва от производства — Грозненский нефтяной институт.
Послужной список:
- 1927—1937 чертёжник, десятник, техник Вознесенских промыслов им. Артема, инженер участка, старший инженер промысла, помощник главного инженера Октябрьского района объединения «Грознефть».
- 1937—1940 старший преподаватель института хозяйственников и повышения квалификации ИТР Наркомнефти, г. Грозный.
- 1940—1941 начальник монтажной группы Главнефтестроя СССР.
- 1941—1945 служба в Красной Армии, воентехник 2 ранга; инженер-капитан, армейский склад ГСМ 34-й Армии.
- 1946—1951 главный инженер, управляющий трестами «Октябрьнефть», «Горскнефть», «Кашкаланефть».
- 1952—1955 начальник НГДУ «Бугульманефть».
- 1955—1960 главный инженер «Татнефти».
- 1960—1963 главный инженер Управления нефтяной промышленности Татарского СНХ.
- 1963—1965 главный инженер «Татнефти».
- 1965 зам. начальника управления, начальник отдела разработки месторождений Управления по Сибири и Дальнему Востоку Главного управления нефтяной и газовой промышленности СНХ РСФСР.
- 1965—1977 главный специалист по размещению нефтяного производства отдела нефтяной и газовой промышленности Госплана СССР.

Умер в Москве в ночь с 29 на 30 марта 1991 года.
Ленинская премия 1962 года (в составе авторского коллектива) — за новую систему разработки нефтяных месторождений с применением внутриконтурного заводнения и её осуществление на крупнейшем в СССР Ромашкинском нефтяном месторождении.
Награждён орденами Ленина, Трудового Красного Знамени, «Знак Почёта», Отечественной войны II степени (06.04.1985), медалями «За боевые заслуги» (19.05.1942), «За победу над Германией в Великой Отечественной войне 1941—1945 гг.»
Почётный гражданин Лениногорского района — звание присвоено Постановлением бюро Лениногорского ГК КПСС от 29.08.1980 года «За большую работу по благоустройству, строительству культурных учреждений и активное участие в общественно-политической жизни города».